# Alte Peterskirche (Leipzig)
Die Alte Peterskirche war ein Sakralbau im Südteil der Altstadt von Leipzig. Sie wurde 1507 anstelle eines aus dem 10. Jahrhundert stammenden Vorgängerbaus errichtet und römisch-katholisch geweiht. Nach Einführung der Reformation wurde sie von 1539 bis 1712 profan genutzt und erst dann wieder, nun als evangelische Kirche, eingerichtet. Nach der Fertigstellung der (Neuen) Peterskirche in der Leipziger Südvorstadt wurde das Gebäude im Jahr 1886 abgerissen und das Grundstück mit einem Profanbau bebaut.

## Lage

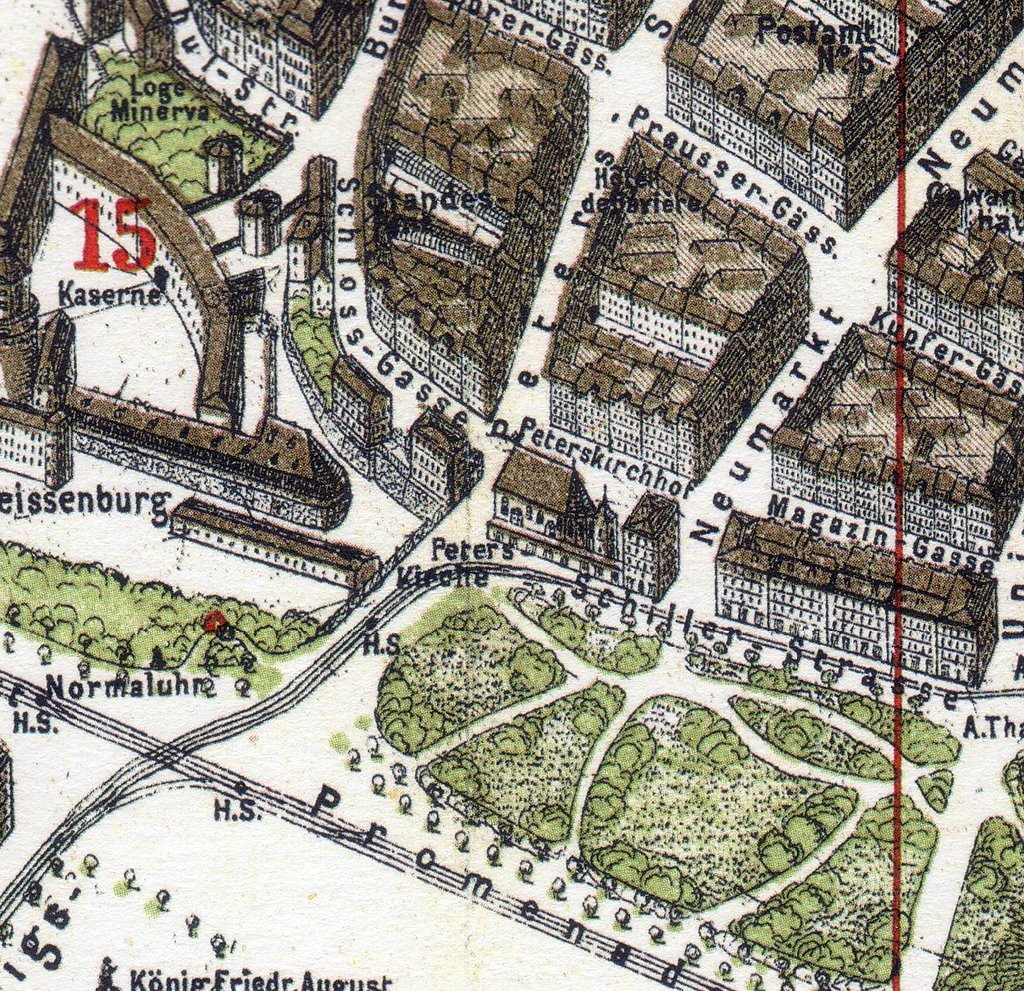
Bausituation auf einem Stadtplan aus dem Jahr 1884

Die Alte Peterskirche befand sich auf dem Grundstück Petersstraße 43, das im Süden an die frühere Stadtmauer grenzte. Das Kirchenschiff erstreckte sich von Ost nach West, wobei sich der Eingang an der zur Petersstraße weisenden Westseite befand. Der 1874 errichtete Glockenturm stand östlich des Schiffs. Unmittelbar südwestlich befand sich bis 1860 mit dem von Matthäus Daniel Pöppelmann gestalteten Peterstor eines der vier inneren Stadttore Leipzigs.
Heute ist das ehemalige Kirchengrundstück mit einem 1886/1887 errichteten Gebäude bebaut, welches zurzeit von der Musikschule Leipzig „Johann Sebastian Bach“ genutzt wird. An die Alte Peterskirche, die einst namensgebend für eines der vier Leipziger Innenstadtviertel war (Petersviertel), erinnert gegenwärtig noch die Petersstraße, die das Grundstück westlich tangiert.

## Geschichte

### Kapelle St. Petri
Auf dem Grundstück der Alten Peterskirche befand sich bereits seit dem 10. Jahrhundert eine christliche Kapelle. Ihr Bau fällt nach heutigem Wissensstand mit der Errichtung der deutschen Burg urbs Lipzi auf dem Gelände des späteren Matthäikirchhofs in der zweiten Hälfte des 10. Jahrhunderts zusammen. Über die äußere Gestalt dieser Kapelle ist nichts überliefert. Als gesichert gilt, dass sie zunächst als Pfarrkirche für eine bereits bestehende slawische Siedlung (vicus sancti Petri) diente, deren Mittelpunkt sich auf dem heutigen Wilhelm-Leuschner-Platz befand. Im Jahr 1213 wurde die Kapelle als capella beati Petri („Kapelle des seligen Petrus“) zum ersten Mal urkundlich erwähnt, als sie den Augustiner-Chorherren übertragen wurde. 1315 trug die Kapelle die Bezeichnung ecclesia sancti Petri apostoli („Kirche des heiligen Apostels Petrus“).

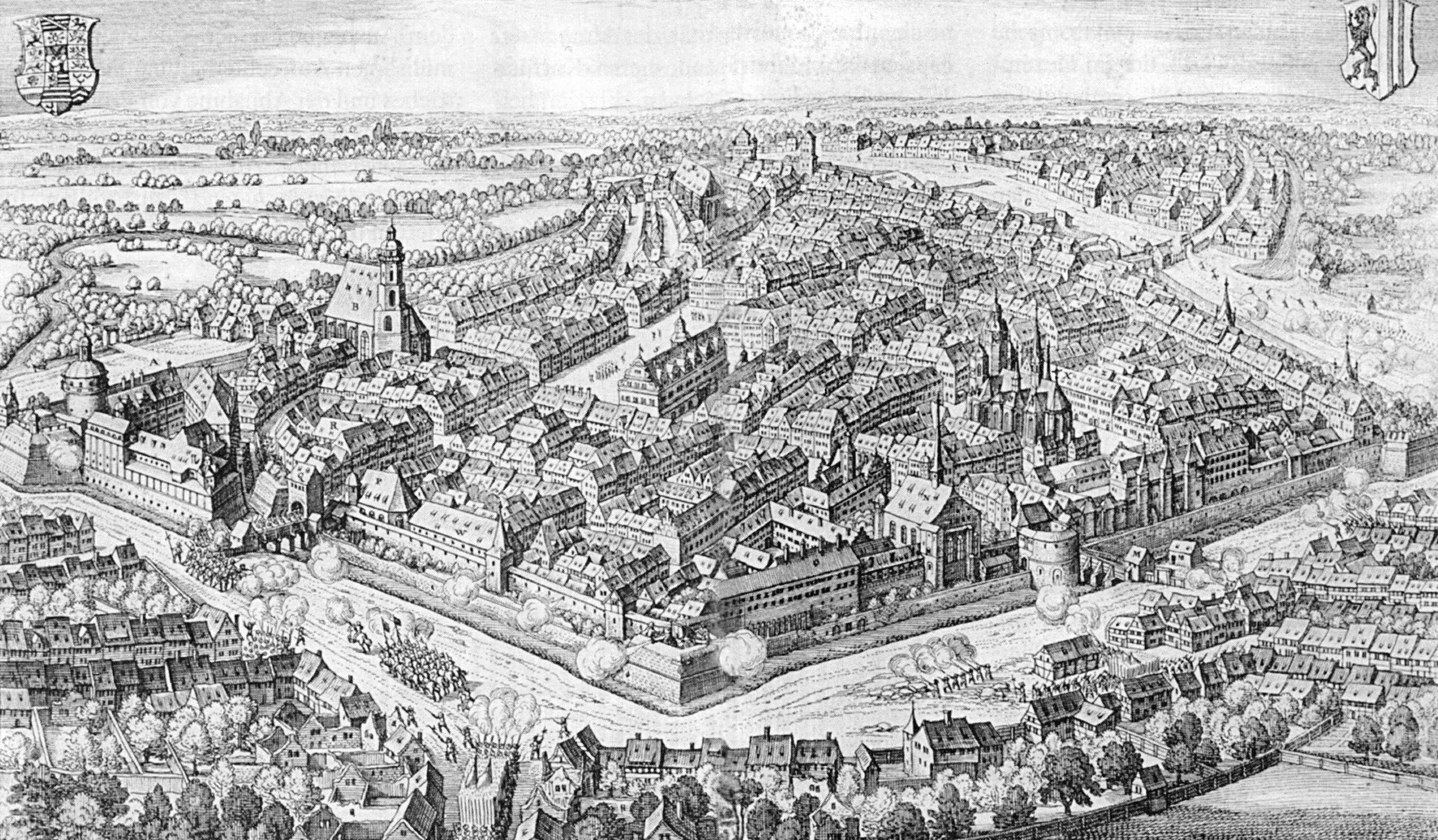
Leipzig im Jahr 1632. Die zu diesem Zeitpunkt nicht als Gotteshaus genutzte Alte Peterskirche ist neben dem Stadttor in der linken Bildhälfte abgebildet

### Neubau und Umnutzung infolge der Reformation
Die Peterskapelle wurde zu Beginn des 16. Jahrhunderts abgerissen. An ihrer Stelle wurde ein neues Gotteshaus errichtet, das der Weihbischof Heinrich von Honberg am 29. März 1507 weihte. Nähere Informationen zum Bau der Kirche liegen nicht vor. Mit der Einführung der Reformation in Leipzig wurde die religiöse Zweckbestimmung des Gebäudes 1539 aufgegeben. In der Folgezeit wurde der Bau als Kalkscheune genutzt. Während des Dreißigjährigen Krieges diente er als Kaserne.

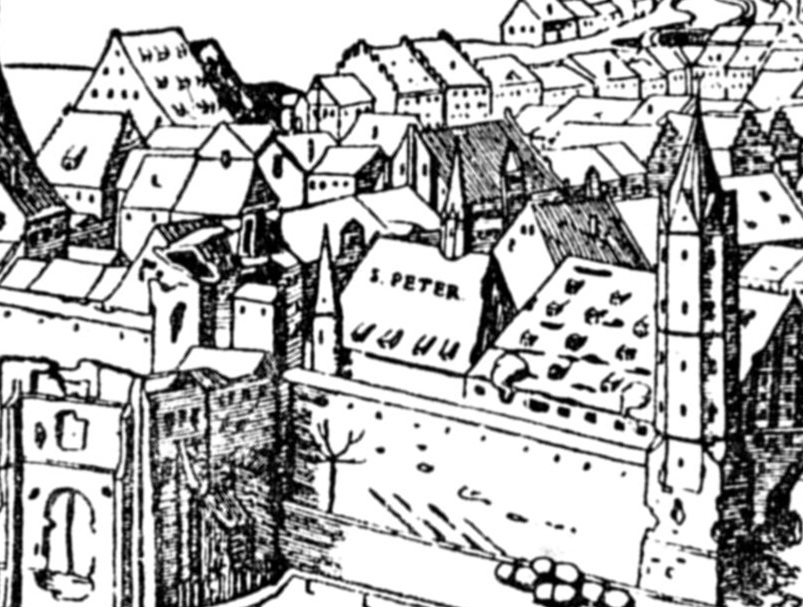
Alte Peterskirche und Kornhaus im Jahr 1547

Im Verlauf des 16. Jahrhunderts erfuhr die Umgebungsbebauung der Kirche eine zunehmende Verdichtung. Nachdem in den Jahren 1523–1529 bereits an die Ostwand der Kirche das Kornhaus als Stadtmagazin gebaut worden war, wurden nach der Profanierung des Baus drei unmittelbar angrenzende Wohnhäuser errichtet.

### Rückbesinnung auf die ursprüngliche Funktion und Umgestaltungen im 18. Jahrhundert
Im Jahr 1704 regte der damalige Pfarrer der Thomaskirche, Romanus Teller, beim Leipziger Stadtrat eine Sanierung des Gebäudes und eine erneute Widmung zu religiösen Zwecken an. Nachdem dieser seine Zustimmung erteilt hatte, wurde der Bau in den Jahren 1710 bis 1712 wiederhergerichtet. Unter anderem wurden dabei an den Chor Betstuben und eine Sakristei angebaut sowie in den Innenraum eine zweistöckige Holzempore eingefügt. Insgesamt kostete der Umbau 13.006 Gulden, 20 Groschen und 9 Pfennige. Am 29. Mai 1712 wurde in der neueröffneten Kirche der erste Gottesdienst gefeiert. Die Predigt mit dem Titel „Der neue Mensch“ hielt an diesem Tag der Oberkatechet und Prediger Adam Bernd.
Der Innenraum der Alten Peterskirche, mit der seit 1713 eine katechetische Anstalt (collegium catecheticum) verbunden war, wurde im Verlauf des 18. Jahrhunderts mehrfach verändert. Am augenfälligsten war dabei die stetige Erhöhung der Anzahl der Sitzplätze im Kirchenschiff und auf den Emporen in den Jahren 1737, 1748, 1764 und 1767. Außerdem wurden im Rahmen einer Renovierung in den Jahren 1797/1799 ein neuer Kanzelaltar und eine neue Orgel installiert.

### Zum Abriss führende Rahmenbedingungen nach 1850
Um 1860 war die Umgebungsbebauung der Alten Peterskirche starken Veränderungen unterworfen. So wurden das mit der Kirche verbundene Magazingebäude sowie die angrenzenden Häuser am Moritzdamm, der heutigen Schillerstraße, abgetragen. 1860 wurde auch das Peterstor als letztes der Leipziger Stadttore abgerissen. Angesichts dieser Entwicklung wurde im gleichen Jahr in einem zeitgenössischen Reiseführer die Frage aufgeworfen, „ob die Peterskirche ihren Platz behaupten oder zum Ersatz derselben an anderer Stelle ein größeres Gotteshaus aufgeführt werden wird.“ Die tatsächliche Entwicklung wies zunächst aber noch in eine andere Richtung. Noch 1874 wurde die Ostseite der Kirche nach Plänen des Bauführers an der Thomaskirche, S. Radloff, umgestaltet. Dabei wurden ein Glockenturm und zwei Beichtstuben errichtet sowie die bestehende Sakristei in südlicher Richtung erweitert.

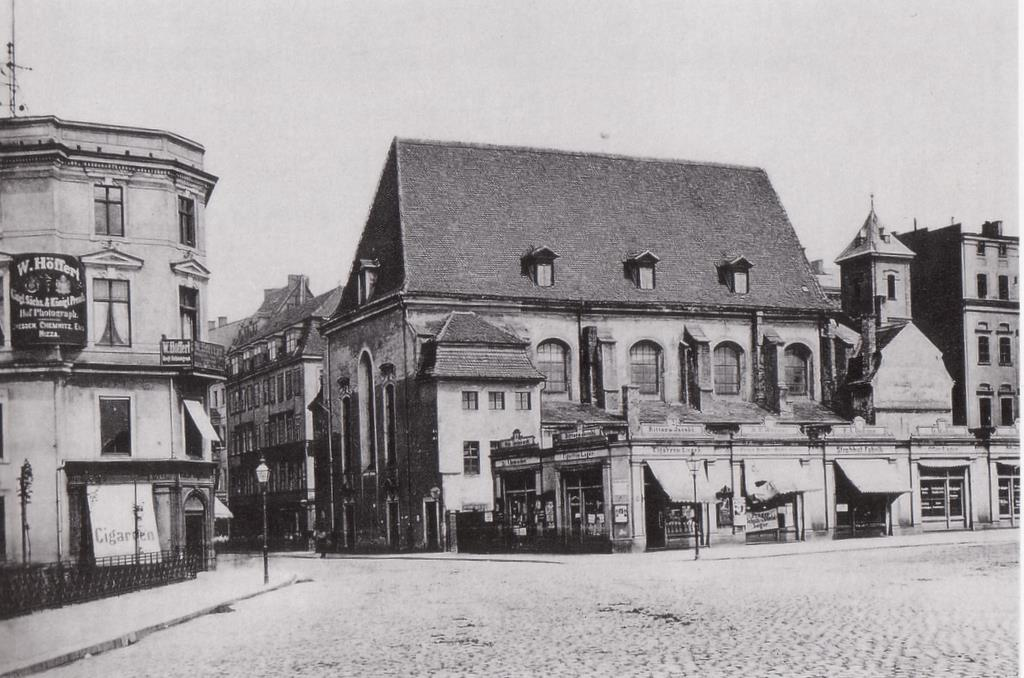
Südansicht mit neu erbautem Glockenturm (1880)

Allerdings war die Bevölkerungszahl der südlichen Leipziger Vorstadt in der zweiten Hälfte des 19. Jahrhunderts stark angewachsen. Bereits im Jahr 1871 lebten dort etwa 20.000 Menschen, die 1876 zur Peterskirchgemeinde zusammengefasst wurden. Da die Alte Peterskirche zur seelsorgerischen Betreuung einer so großen Gemeinde kaum geeignet war, beschloss der Kirchenvorstand 1877 den Bau einer neuen Kirche auf dem für diese Zwecke in der Südvorstadt freigehaltenen Schletterplatz (seit 2011 Gaudigplatz). Nach der Fertigstellung der (Neuen) Peterskirche wurde am 2. Januar 1886 mit dem Abbruch der Alten Peterskirche begonnen. Unmittelbar nach dem Abriss wurde auf ihrem Grundstück bis 1887 die Reichsbank-Hauptstelle Leipzig nach Plänen des Architekten Max Hasak errichtet.
Der aus dem Jahr 1507 stammende Grundstein der Alten Peterskirche ist Eigentum des Stadtgeschichtlichen Museums Leipzig und kann als Leihgabe in der Taufkapelle der Neuen Peterskirche besichtigt werden; einige schmiedeeiserne Fenstergitter sind im Fundus des Museums für Angewandte Kunst.

### Zeitgenössische Bewertung des Abrisses
Die Aufgabe der Alten Peterskirche zugunsten eines größeren Neubaus stellte angesichts der Gemeindegröße eine faktische Notwendigkeit dar. Zugleich stand die Entscheidung zum Abriss des traditionsreichen Gebäudes im Einklang mit dem Zeitgeist des ausgehenden 19. Jahrhunderts, dem auch zahlreiche andere jahrhundertealte Bauten in der Leipziger Innenstadt zum Opfer fielen. An der Richtigkeit der Entscheidung bestanden im Jahr 1886 keinerlei Zweifel. Dennoch wurde bereits 1895 konstatiert, dass die „kräftig einfache Architektur, der in ihr sich geltend machende protestantische Sinn … die Kirche zu einem immerhin bedeutungsvollen Denkmal der Zeit [erhoben].“

## Gebäude

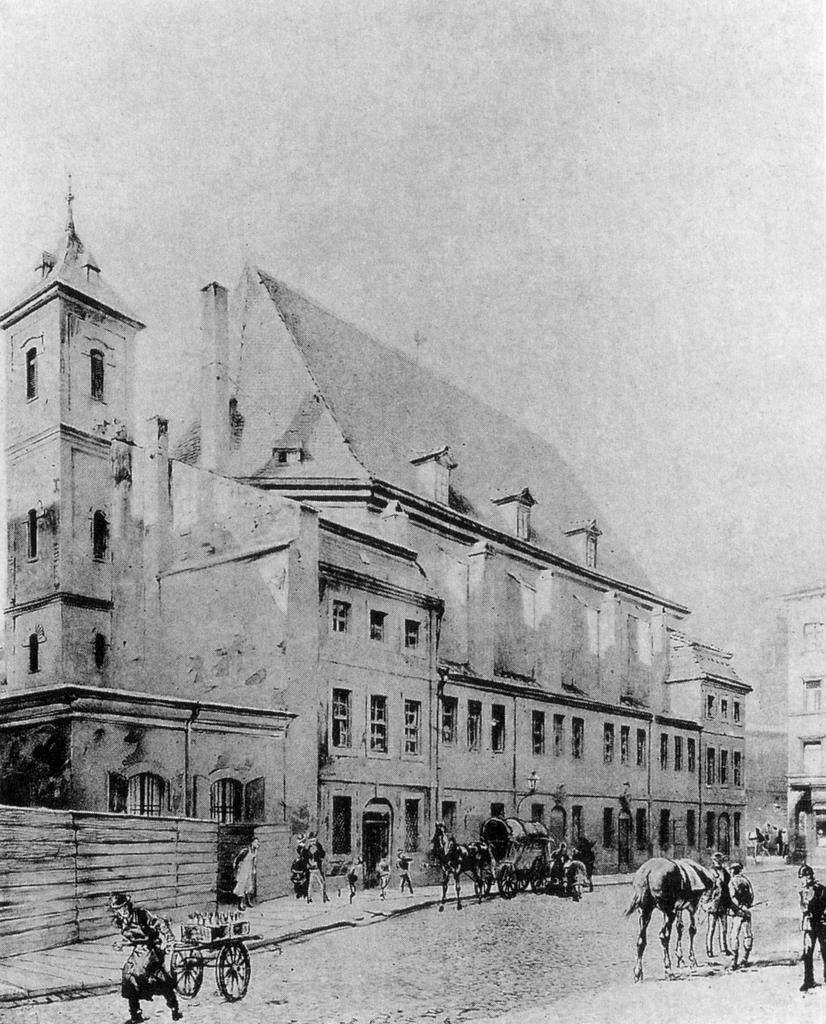
Nordostansicht mit Glockenturm (1880)

### Äußere Erscheinung
Die Alte Peterskirche war eine einschiffige Saalkirche mit fünf Jochen, Strebepfeilern und steilem Walmdach. Der Chor war mit einem Dreiachtelschluss versehen. An den Längsseiten und der Chorseite befanden sich seit dem Umbau zu Beginn des 18. Jahrhunderts 20 Betstuben sowie mehrere Treppenhäuser. Diese Erweiterungen wurden zwischen die Strebepfeiler eingefügt, wiesen aber eine größere Tiefe als die Pfeiler auf. Bei der Gestaltung der Betstuben wurde großen Wert auf eine einheitliche Erscheinungsform gelegt, so dass der gesamte Bau eine eindrucksvolle Rhythmisierung erlangte. Jede Betstube besaß im Erdgeschoss einen von zwei Fenstern flankierten Eingang und drei Fenster im Obergeschoss.
An den Seitenwänden besaß die Kirche nach der Wiedereröffnung je vier Stichbogenfenster. Diese traten an die Stelle der ursprünglich vorhandenen Maßwerkfenster, von denen in jede Seitenwand drei eingelassen worden waren.
Der 1874 erbaute Glockenturm besaß eine spitze Haube und war insgesamt von schlichter Gestalt. Aufgrund seiner geringen Höhe überragte der freistehende Bau das Kirchendach nicht.

### Innere Ausstattung

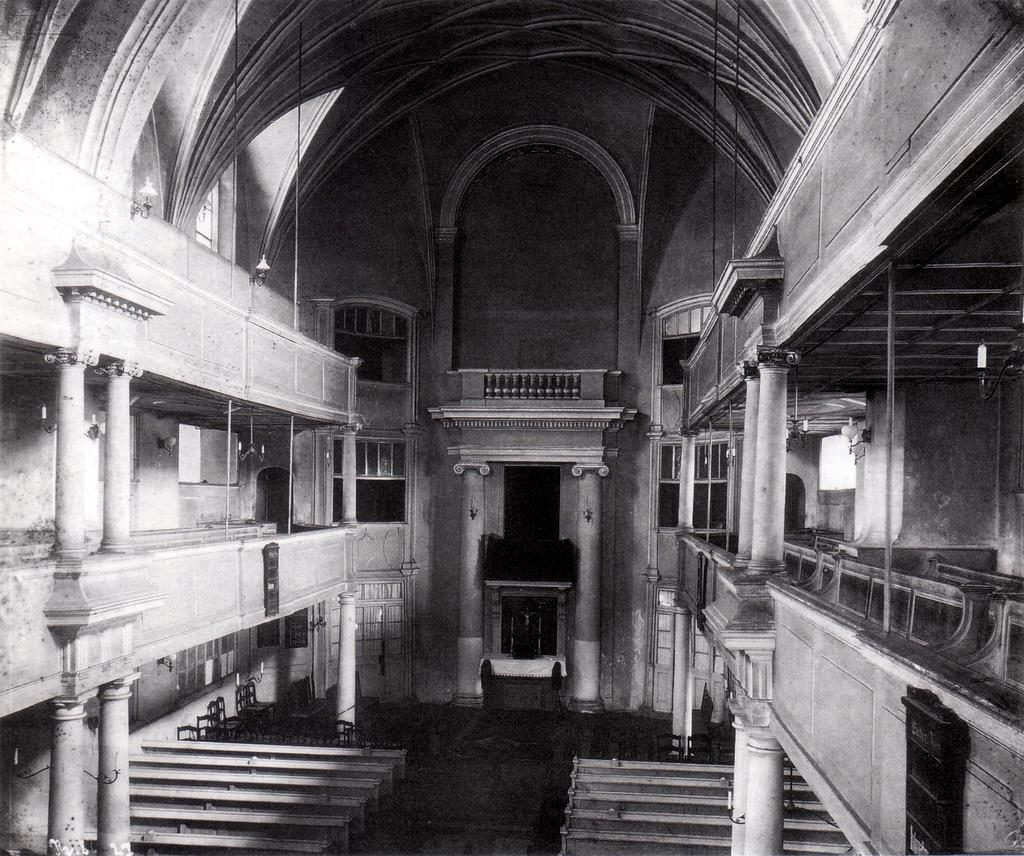
Im Innenraum der Kirche befand sich ein schlichter Kanzelaltar (Aufnahme vor 1886)

Der Innenraum der Alten Peterskirche war von einem Rhombennetzgewölbe überdeckt. Er wurde durch einen nach dem dritten Joch installierten Chorbogen in zwei Teile gegliedert. Die an den Außenwänden erbauten Betstuben waren nach dem Innenraum hin verglast. Vor ihnen befanden sich an drei Seiten doppelgeschossige Holzemporen, deren Untergeschosse von toskanischen und deren Obergeschosse von ionischen Säulen gestützt wurden.
Der am Ostabschluss der Kirche befindliche schlichte Kanzelaltar wurde von zwei ionischen Säulen gebildet. Diese wurden von den Glasfenstern der an der Ostseite erbauten Betstuben flankiert. Die Säulen trugen einen bescheiden ausgeführten Sängerchor.
Von der Umgestaltung des Innenraums 1797/1799 bis zum Abbruch der Kirche erklang in ihrem Innern eine von den Gebrüdern Trampeli erbaute 20-stimmige Orgel. Teile des Instruments entstammten einer von Zacharias Thayßner erbauten Orgel der Nikolaikirche, die 1786 abgebrochen worden war. Vor dem Abriss wurde diese Orgel nach Alterode verkauft, wo sich ihre Spur in der ersten Hälfte des 20. Jahrhunderts verlor.